# E-branchekoden
e-branchekoden er et elektronisk egenkontrolprogram, der benyttes af restauranter, cafeer, kantiner, storkøkkener, bagerier, slagtere, fiskeforretninger, sushi og lignende detailbutikker, der i henhold til lovgivningen skal føre skriftlig egenkontrol.
e-branchekoden implementerer DRC's (brancheforeningen Danmarks Restauranter & Cafeer) branchekode og opdateres løbende ved ny lovgivning m.m. Branchekoden fremlægges til revurdering i Fødevarestyrelsen ca. én gang om året.
Fødevarestyrelsen støtter anvendelsen af elektronisk egenkontrol, fordi det kan hjælpe virksomhederne med at få gennemført den nødvendige egenkontrol og dermed medvirke til at sikre en højere fødevaresikkerhed.